# Ninozminda

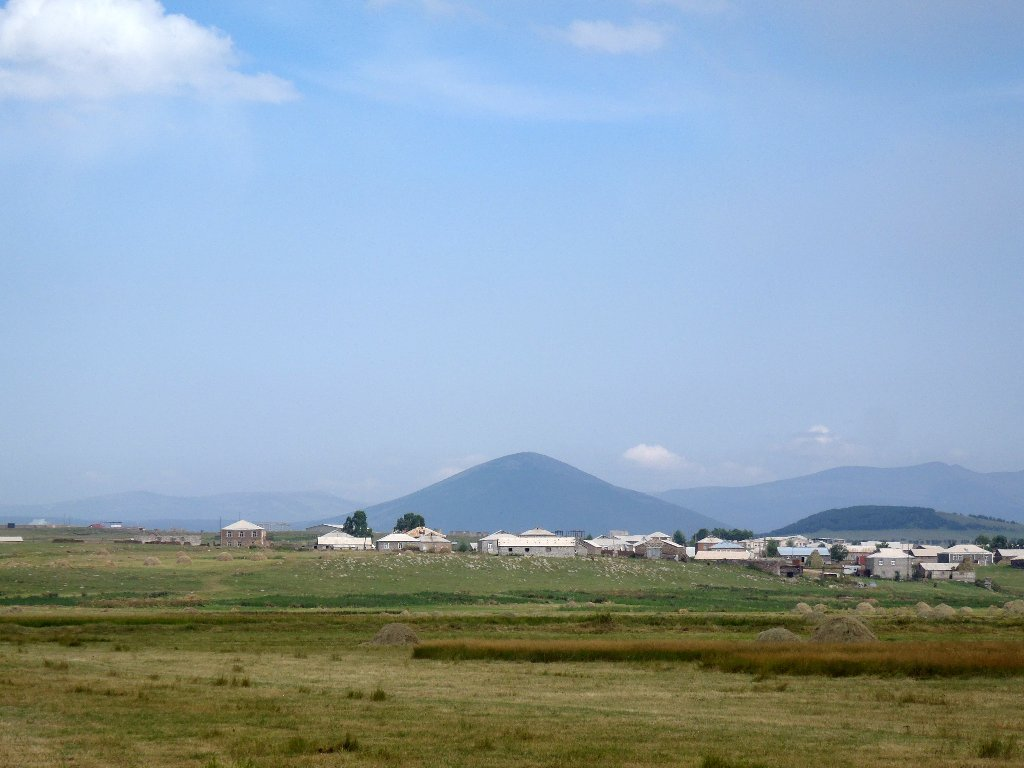
In der Umgebung von Ninozminda

Ninozminda (georgisch ნინოწმინდა, armenisch Նինոծմինդա; russisch Ниноцминда) ist eine Stadt im Süden Georgiens, in der Region Samzche-Dschawachetien.
Sie ist Verwaltungssitz der gleichnamigen Munizipalität Ninozminda und hat 5144 Einwohner (2014).

## Lage
Ninozminda liegt etwa 110 Kilometer Luftlinie südwestlich der Landeshauptstadt Tiflis und 65 Kilometer südöstlich der Regionshauptstadt Achalziche auf dem Achalkalaki-Plateau, einer Hochebene, die sich südwestlich des bis 3300 m hohen Samsara-Gebirgszuges des Kleinen Kaukasus erstreckt. Durch die Stadt fließt der Agritschai, der den gut zwei Kilometer westlich des Ortes gelegenen, teilweise trockengelegten See Chantschali entwässert und fünf Kilometer nordöstlich in den rechten Kura-Nebenfluss Parawniszqali (Parawani) mündet. Etwa 20 Kilometer südwestlich von Ninozminda befindet sich das Dreiländereck Georgiens mit Armenien und der Türkei.
Auf Grund der Lage in fast 2000 m Höhe ist das Klima rau – die mittlere Januartemperatur beträgt −10,6 °C, die mittlere Julitemperatur nur 13,1 °C – und dabei mit durchschnittlich 733 mm Niederschlag pro Jahr relativ feucht.

## Geschichte
Die Gegend der heutigen Stadt war bereits in der Mitte des 6. Jahrhunderts besiedelt; es sind Ruinen einer großen steinernen Kirche aus dieser Zeit erhalten.

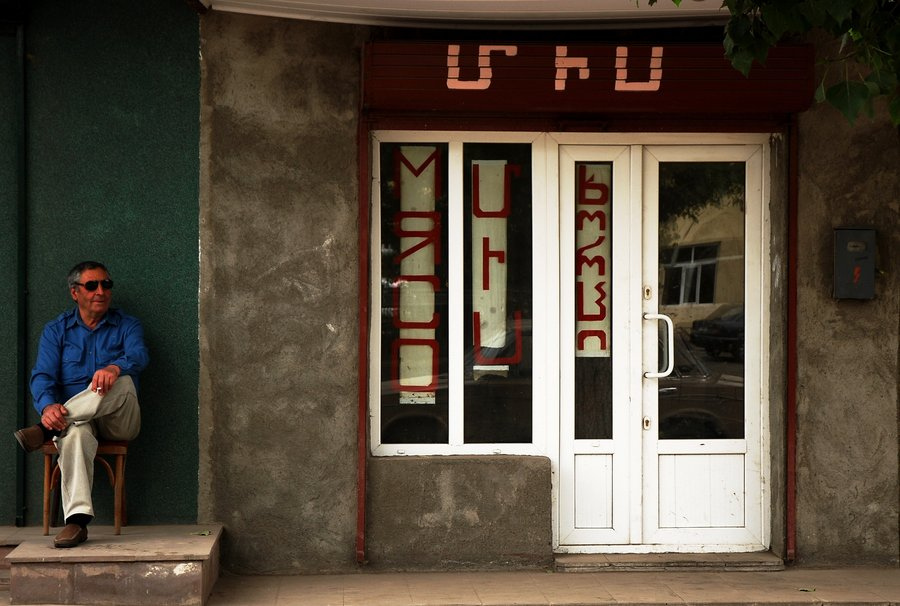
Geschäft in Ninozminda mit dreisprachiger Ladenbeschriftung (Russisch, Armenisch, Georgisch)

Später gehörte das Gebiet zum Osmanischen Reich. Der Ort war als Altınkale (auch Altunkale) bekannt, Türkisch für „Goldene Burg“. Im Krieg von 1828/29 wurde das Gebiet vom Russischen Reich erobert, das dort in den 1840er-Jahren die Ansiedlung von Angehörigen der Religionsgemeinschaft der Duchoborzen gestattete. Diese gründeten in der Gegend, die deshalb im Russischen später Duchoborje genannt wurde, insgesamt 18 Dörfer, darunter 1842 an Stelle des heutigen Ninozminda das zentral gelegene Bogdanowka (russisch Богдановка, von Russisch „von Gott gegeben“).
Ein Teil dieser Duchoborzen wanderte gegen Ende des 19. Jahrhunderts nach Kanada aus und gründete dort unter anderem zwei Dörfer namens Bogdanovka bei Langham und Pelly in Saskatchewan. Andere blieben in Bogdanowka und Umgebung; viele ihrer Nachkommen waren dort bis in die 1990er-Jahre ansässig, als sie nach der Erlangung der Unabhängigkeit durch Georgien faktisch alle nach Russland übersiedelten.
In der sowjetischen Periode wurde Bogdanowka 1930 Verwaltungszentrum eines gleichnamigen Rajons und erhielt in den 1960er-Jahren den Status einer Siedlung städtischen Typs. 1983 wurden die Stadtrechte verliehen. 1991 erfolgte nach der „Erleuchterin Georgiens“, der Heiligen Nino (georgisch Zminda Nino) die Umbenennung in Ninozminda.
Einwohnerentwicklung
| Jahr | Einwohner |
| ---- | --------- |
| 1959 | 1658      |
| 1970 | 2824      |
| 1979 | 3826      |
| 1989 | 7285      |
| 2002 | 6287      |
| 2014 | 5144      |

Anmerkung: Volkszählungsdaten

## Wirtschaft und Infrastruktur
In Ninozminda gibt es kleinere Betriebe der Lebensmittel- und Leichtindustrie. Der Ort ist von einem Landwirtschaftsgebiet umgeben.
Die Stadt liegt an der Bahnstrecke Kars–Tiflis, die künftig ein Abschnitt der Eisenbahnverbindung Kars–Baku sein wird.
Durch Ninozminda führt die Europastraße E 691, die im türkischen Horasan von der E 80 abzweigt, südlich Wale die Grenze nach Georgien überquert und weiter nach Armenien verläuft, wo sie über Gjumri bei Aschtarak die E 117 erreicht und somit die kürzeste Straßenverbindung zwischen der Türkei und Armenien darstellt, deren direkte Grenze geschlossen ist. In Ninozminda zweigt eine auf weiten Abschnitten der Bahnstrecke folgende Straße über Zalka nach Tiflis ab, die kürzeste Verbindung in die Landeshauptstadt.